# Erich Bryner
Erich Bryner (* 2. Januar 1942 in Zürich) ist ein Schweizer Theologe.

## Leben
Erich Bryner studierte von 1961 bis 1966 Evangelische Theologie in Zürich und Tübingen. Anschliessend absolvierte er sein Vikariat in Oberrieden ZH. Nach der Ordination zum Verbi Divini Minister durch die Landeskirche des Kantons Zürich 1968, dem Zweitstudium in Allgemeiner Geschichte, Kirchengeschichte, Russischer Sprache und Literatur an der philosophischen Fakultät I in Zürich und der Promotion 1972 war er von 1972 bis 1979 wissenschaftlicher Assistent am Lehrstuhl für Geschichte und Theologie des christlichen Ostens an der Theologischen Fakultät der Universität Erlangen. Nach der Habilitation 1978 war er von 1979 bis 1989 Pfarrer der reformierten Kirchgemeinde Dörflingen, Kanton Schaffhausen, und gleichzeitig Privatdozent für osteuropäische Kirchengeschichte an der Theologischen Fakultät der Universität Zürich. Nach der Ernennung zum Titularprofessor 1989 war er zunächst stellvertretender Leiter, von 1991 bis 2005 Leiter des Institutes Glaube in der 2. Welt. Die Lehrtätigkeit an der Theologischen Fakultät der Universität Zürich setzte er auch im Ruhestand fort.
Seine Forschungsschwerpunkte sind Geschichte und Gegenwartslage der orthodoxen Kirchen in Osteuropa, besonders in Russland, die Ausstrahlungen der Zürcher Reformation auf Osteuropa und die Reformationsgeschichte Schaffhausens.

## Veröffentlichungen (Auswahl)
- N. M. Karamzin. Eine kirchen- und frömmigkeitsgeschichtliche Studie (= Oikonomia, Bd. 3.). Lehrstuhl für Geschichte und Theologie des Christlichen Ostens an der Univ. Erlangen 1974 (= Dissertation Universität Zürich).
- Der geistliche Stand in Rußland. Sozialgeschichtliche Untersuchungen zu Episkopat und Gemeindegeistlichkeit der russischen orthodoxen Kirche im 18. Jahrhundert (= Kirche im Osten. Monographienreihe, Bd. 16). Vandenhoeck & Ruprecht, Göttingen 1982, ISBN 3-525-56433-3 (= Habilitationsschrift Universität Erlangen-Nürnberg).
- (mit Hans-Jürg Braun u. Norbert Meienberger): Religionskritik und Religionspolitik bei Marx, Lenin, Mao. Theologischer Verlag, Zürich 1985, ISBN 3-290-11561-5.
- Die Ostkirchen vom 18. bis zum 20. Jahrhundert (= Kirchengeschichte in Einzeldarstellungen, Bd. 3,10). Evangelische Verlagsanstalt, Leipzig 1996, ISBN 3-374-01620-0.
- Die orthodoxen Kirchen von 1274 - 1700 (= Kirchengeschichte in Einzeldarstellungen, Bd. 2,9). Evangelische Verlagsanstalt, Leipzig 2004, ISBN 3-374-02186-7.
- (Hrsg. u. Kommentar): Johann Konrad Ulmer / "Den wahren Gott recht erkennen und anrufen". Der älteste Schaffhauser Katechismus von Johann Konrad Ulmer 1568/69. Theologischer Verlag, Zürich 2019, ISBN 978-3-290-18205-2.